# Mistrovství Československa v atletice 1949
Mistrovství ČSR mužů a žen v atletice 1949 v kategoriích mužů a žen se konalo 2. července až 4. července v Praze.

## Medailisté

### Muži
| Soutěž                                   | Zlato                                                                                      | Stříbro                                                                               | Bronz                                                                     |
| 100 m                                    | Miroslav Horčic 10,8                                                                       | Stanislav Kroupa 11,1                                                                 | Zdeněk Šimek 11,1                                                         |
| 200 m                                    | Miroslav Horčic 22,1                                                                       | Zdeněk Šimek 22,4                                                                     | Leopold Láznička 22,4                                                     |
| 400 m                                    | Lubomír Rek 50,9                                                                           | Milan Horecký 51,0                                                                    | Aleš Poděbrad 51,0                                                        |
| 800 m                                    | Václav Winter 1:56,5                                                                       | Čestmír Kodrle 1:56,6                                                                 | Oto Melichařík 1:58,7                                                     |
| 1500 m                                   | Milan Švajgr 4:02,6                                                                        | Jaroslav Slavíček 4:03,8                                                              | Josef Trnka 4:04,0                                                        |
| 5000 m                                   | Jindřich Roudný 15:22,2                                                                    | František Augustin 15:30,6                                                            | Václav Rudolf 15:32,0                                                     |
| 10 000 m                                 | Jaroslav Šourek 32:47,2                                                                    | Emil Diringer 33:01,4                                                                 | František Augustin 33:06,0                                                |
| 110 m př.                                | Milan Tošnar 14,9                                                                          | Jan Mrázek 15,2                                                                       | Jaroslav Vostatek 16,1                                                    |
| 400 m př.                                | Milan Tošnar 56,1                                                                          | Milan Knapp 57,8                                                                      | Pavel Formánek 57,9                                                       |
| 3000 m př.                               | Jaroslav Slavíček 9:38,6                                                                   | Jaroslav Liška 9:51,8                                                                 | Jan Brandýs 9:57,0                                                        |
| 4 × 100 m                                | Karel Lambert Jaroslav Fikejz Miroslav Horčic Leopold Láznička Bratrství Sparta Praha 43,5 | Alexandr Grigorjev Antonín Honzík Otomar Vacek Mirko Paráček Dynamo Slavia Praha 43,9 | František Brož Čestmír Kodrle Zdeněk Šimek Jaroslav Přeček ATK Praha 44,1 |
| 4 × 400 m                                | Aleš Poděbrad Čestmír Kodrle Miloslav Havlík Zdeněk Šimek ATK Praha 3:24,8                 | Milan Horecký Drahoš Horecký Milan Tošnar Jaromír Malý Včela Brno 3:25,8              | Richard Kania Tomáš Šalé Herbert Kania Lubomír Rek Sokol Brno I 3:27,8    |
| Skok do výšky                            | Zdeněk Matys 185 cm                                                                        | František Kolouch 180 cm                                                              | Jaromír Sibera 180 cm                                                     |
| Skok o tyči                              | Antonín Saxa 375 cm                                                                        | Miroslav Krejcar 375 cm                                                               | Miroslav Lesák 365 cm                                                     |
| Skok daleký                              | Jaroslav Fikejz 724 cm                                                                     | Zdeněk Matys 701 cm                                                                   | Jan Mrázek 688 cm                                                         |
| Trojskok                                 | Milan John 13,87 m                                                                         | Jindřich Pěnek 13,63 m                                                                | Vladimír Kubáň 13,52 m                                                    |
| Vrh koulí                                | Čestmír Kalina 15,24 m                                                                     | Vladimír Jirout 14,36 m                                                               | Alojz Kormúth 14,01 m                                                     |
| Hod diskem                               | Václav Mudra 44,03 m                                                                       | Alojz Kormúth 42,90 m                                                                 | Jaroslav Knotek 41,09 m                                                   |
| Hod kladivem                             | Jiří Dadák 48,68 m                                                                         | Jaroslav Knotek 46,08 m                                                               | Miloš Máca 45,79 m                                                        |
| Hod oštěpem                              | Lumír Kiesewetter 58,53 m                                                                  | František Výskala 57,23 m                                                             | Josef Strnádek 56,68 m                                                    |
| 10 km chůze                              | Václav Balšán 44:42,4                                                                      | Josef Doležal 44:43,0                                                                 | Jindřich Malý 48:56,8                                                     |
| 50 km chůze Praha – Poděbrady 7. 8. 1949 | Josef Doležal 4:31:47,6                                                                    | Otakar Buhl 4:35:38,8                                                                 | Oldřich Smažil 5:02:46,4                                                  |
| Desetiboj                                | Miloslav Moravec 6707 bodů                                                                 | František Kubíček 5638 bodů                                                           | Jan Zouhar 5563 bodů                                                      |
| Maratonský běh Košice 23. 10. 1949       | Jaroslav Fiala 2:35:42,0                                                                   | Václav Weisshäutel 2:37:45,0                                                          | Vladimír Uttl 2:48:00,0                                                   |

### Ženy
| Soutěž                               | Zlato                                                                                     | Stříbro                    | Bronz                      |
| 100 m                                | Olga Šicnerová 12,4                                                                       | Eva Kučerová 13,3          | Danuše Hiklová 13,4        |
| 200 m                                | Danuše Hiklová 27,5                                                                       | Květoslava Pochopová 29,1  | startovaly jen 2 závodnice |
| 800 m                                | Marie Matesová 2:30,0                                                                     | Anna Trčková 2:32,8        | Miloslava Hulová 2:34,6    |
| 80 m př.                             | Anna Plšková 12,7                                                                         | Jaroslava Hušová 14,4      | Alena Vejsová 14,4         |
| 4 × 100 m                            | Květoslava Pochopová Ludmila Müllerová Danuše Klesnilová Danuše Hiklová Sokol Brno I 54,9 | Svit Gottwaldov 56.2       | Sokol Brno I B 58.6        |
| 4 × 200 m                            | soutěž se neuskutečnila                                                                   | soutěž se neuskutečnila    | soutěž se neuskutečnila    |
| Skok do výšky                        | Olga Modrachová 148 cm                                                                    | Blanka Malá 145 cm         | Zlata Rozkošná 145 cm      |
| Skok daleký                          | Olga Šicnerová 522 cm                                                                     | Anna Plšková 508 cm        | Blanka Malá 492 cm         |
| Vrh koulí                            | Jaroslava Komárková 12,59 m                                                               | Jaroslava Jungrová 11,17 m | Libuše Žáková 11,09 m      |
| Hod diskem                           | Jaroslava Jungrová 38,51 m                                                                | Anna Stachovičová 37,47 m  | Hana Ženíšková 33,63 m     |
| Hod oštěpem                          | Dana Ingrová 40,10 m                                                                      | Soňa Burianová 36,77 m     | Dagmar Volfová 28,82 m     |
| Pětiboj České Budějovice 25. 9. 1949 | Olga Modrachová 303 bodů                                                                  | Anna Plšková 294 bodů      | Danuše Hiklová 279 bodů    |